# Philodromus marginellus
Philodromus marginellus es una especie de araña cangrejo del género Philodromus, familia Philodromidae. Fue descrita científicamente por Banks en 1901.

## Distribución
Esta especie se encuentra en México y los Estados Unidos.